# Charles Philyaw
Charles Philyaw é um ex-jogador profissional de futebol americano estadunidense

## Carreira
Charles Philyaw foi campeão da temporada de 1976 da National Football League jogando pelo Oakland Raiders.